# Слобідка (Баштанський район)
Слобі́дка (до 1946 року — Фрайдорф) — село в Україні, у Казанківській селищній громаді Баштанського району Миколаївської області.
Населення становить 4 особи.
У 1946 році указом Президії Верховної Ради УРСР село Фрайдорф перейменовано на Слобідку.